# 阳高村
阳高村，是中华人民共和国山西省长治市平顺县阳高乡下辖的一个村，也是该乡治所，距县城50公里。

## 历史
曾设八路军后勤机关。

## 景点
淳化寺位于阳高村的中心广场，是一处全国重点文物保护单位。

## 中国传统村落
- 第六批中国传统村落